# السابولاک
السابولاک (به لاتین: Alçabulaq) یک منطقهٔ مسکونی در جمهوری آذربایجان است که در شهرستان یاردیملی واقع شده‌است.

## خصوصیات
السابولاک ۸۲۰ نفر جمعیت دارد.